# Vatican.va
Vatican.va es el sitio web oficial de la Santa Sede, lanzado el 25 de diciembre de 1995. El sitio web sirve como punto de acceso en línea para el papado y alberga documentos oficiales. Concebida por la hermana franciscana Judith Zoebelein, el arzobispo John Patrick Foley, y el director de la oficina de prensa, Joaquín Navarro Valls, Vatican.va ha sido mantenido y desarrollado por el Consejo Pontificio para las Comunicaciones Sociales (PCSC) desde su inicio.

## Descripción

Escudo de armas de la Santa Sede, el favicon del sitio web.

Vatican.va está administrado por PCSC, que actualiza periódicamente el diseño y el contenido del sitio web para mantenerlo al día con la última tecnología. El sitio web, que sirve «como punto de acceso para la información sobre el papa y las oficinas de la Curia», presenta textos completos de documentos oficiales de la Santa Sede, incluyendo cartas, encíclicas, constituciones y exhortaciones. El sitio web está disponible en nueve idiomas: inglés, francés, alemán, portugués, español, italiano, latín, chino, y árabe, aunque no todos los documentos del sitio web están completamente traducidos. El sitio web también alberga el texto completo de la Nova Vulgata, la actual traducción latina de la Biblia autorizada por la Iglesia. La textura de fondo del sitio web se asemeja al papel pergamino, «que fue elegido quizás para simbolizar la historia antigua de la Iglesia».

## Historia
A finales de los años 1980, cuando la Curia romana comenzó a adoptar computadoras y otras tecnologías fuera de línea, surgió la idea de establecer una Intranet de documentos eclesiásticos. Liderado por el PCSC, el plan inicial era que Bayard Presse administrara una base de datos, la primera en América Latina, llamada La Red Informática de la Iglesia en América Latina (RIIAL) y luego difundirse a otros países con contenidos en sus respectivos idiomas. Sin embargo, la idea fue descartada debido a los altos costos y la perspectiva más barata que suponía el entonces emergente Internet. El propio papa Juan Pablo II publicó en 1990 «El mensaje cristiano en una cultura informática», el primer documento papal sobre el papel de la tecnología informática, que ofrecía orientación sobre el propósito de la comunicación digital en la Iglesia. El arzobispo John Patrick Foley, nombrado presidente de la PCSC por el Papa en 1984, desarrollaría así el sitio web del Vaticano sobre los restos de la RIIAL y con el mensaje del Papa en mente. Foley también se encargaría de la concesión del dominio de nivel superior .va en septiembre de 1995, que se utilizaría en todas las URL oficiales de la Santa Sede.
En 1991, el cardenal Rosalio Castillo Lara reclutó a la hermana franciscana estadounidense Judith Zoebelein dirigir las instalaciones informáticas en el Vaticano. Zoebelein, junto con Foley y el director de la oficina de prensa Joaquín Navarro Valls, formularon la idea del sitio web del Vaticano en 1994. A pesar de las dudas iniciales de algunos miembros clave del Vaticano, Navarro Valls logró presentar con éxito al papa la idea de un sitio web del Vaticano. Vatican.va se lanzó posteriormente el día de Navidad de 1995. El sitio era muy simple al principio, con sólo una dirección de correo electrónico, una imagen de Juan Pablo II y el texto de su Urbi et orbi de aquella Navidad. Sin embargo, atrajo al menos a 300 000 personas personas de 70 países en sus primeras 48 horas. Es difícil contar la historia posterior del sitio web entre su lanzamiento y su renovación en marzo de 1997, siendo esta última fecha la primera versión del sitio web archivada por Wayback Machine el 30 de marzo de 1998.  Durante el último año de este período, el sitio web se suspendió temporalmente en preparación de la importante renovación lanzada el 27 de marzo de 1997. En esta nueva revisión, el sitio web ahora incluía más de 1200 textos de los papas Pablo VI, Juan Pablo I y Juan Pablo II en seis idiomas.  También se introdujeron 200 direcciones de correo electrónico del dominio .va para la comunicación con y dentro de la Santa Sede.
De 2000 a 2005, Vatican.va se actualizó completamente para incluir nuevos menús, decenas de miles de documentos y un motor de búsqueda, además de al menos 1000 direcciones de correo electrónico asociadas al sitio web a finales de 2004. En 2001, el sitio web tenía secciones para «el Santo Padre, la Curia romana, los Servicios de Noticias, la Biblioteca y los Archivos Secretos, el Estado de la Ciudad del Vaticano, los Museos Vaticanos y el Archivo». Bajo el papado de Benedicto XVI, quien sucedió a Juan Pablo II en 2005, el sitio web se puso a disposición en latín en 2008 como parte de la promoción del idioma por parte de Benedicto. En 2014, el sitio web fue actualizado nuevamente con nuevas características, entre ellas un feed de Twitter del nuevo Papa, Francisco.

## Recepción
En su estudio de 2006, Todd S. Frobish expresa cierta preocupación de que el Vaticano podría no «apreciar» plenamente la capacidad del sitio web para atraer nuevos seguidores, escribiendo «[e]l sitio podría haber hecho más aquí para persuadir a los usuarios a ver el sitio no como la experiencia total del catolicismo, sino como un comienzo». El sociólogo de la religión Andrew P. Lynch evaluó en 2015 que el sitio web en general reflejaba la estructura de la propia Iglesia, enfatizando los mensajes de arriba hacia abajo en lugar del diálogo entre el clero y los laicos. Sin embargo, determinó que el sitio web todavía da testimonio de la voluntad de la Iglesia de interactuar con sus miembros en el mundo moderno.